# Fakticitet
Fakticitet (av latinets factum, skapat, gjort) är inom filosofi det att något faktiskt existerar utan att det är logiskt nödvändigt.
Hos Sartre och Heidegger innehar människans fakticitet, och därmed även begreppet i sig, en mer specifik betydelse. Vi är medvetna och förstående individer som "kastats ut" i vår egen existens utan att ha kontroll över den, och därför utgör vår fakticitet, det att vi "tydligen" existerar, den begränsning som hindrar oss från att undersöka oss själva som objekt. Eftersom vår fakticitet är nödvändig för vår förståelse kan vår förståelse inte omfatta vår fakticitet och detta begränsar vår förståelse.